# Kepler-21
Kepler-21 hoặc HD 179070 là một ngôi sao khổng lồ kiểu F. Một ngoại hành tinh chuyển tiếp đã được phát hiện quay quanh ngôi sao này bởi tàu vũ trụ Kepler. Với cường độ 8,25, đây là ngôi sao sáng nhất mà Kepler quan sát được để lưu trữ một hành tinh đã được xác thực cho đến khi phát hiện ra một hành tinh ngoài hành tinh quay quanh Kepler-21 vào năm 2018.

## Hệ hành tinh
| Thiên thể đồng hành (thứ tự từ ngôi sao ra) | Khối lượng | Bán trục lớn (AU) | Chu kỳ quỹ đạo (ngày) | Độ lệch tâm | Độ nghiêng     | Bán kính           |
| ------------------------------------------- | ---------- | ----------------- | --------------------- | ----------- | -------------- | ------------------ |
| b                                           | 508±172 M🜨 | 00427172±00000003 | 27858212±00000032     | 002±01      | 8320+028 −026° | 1639+0019 −0015 R🜨 |